# Arnold Büscher
Arnold Büscher (Bad Oeynhausen, 16 dicembre 1899 – Polonia, 2 agosto 1949) è stato un militare tedesco delle SS, con il grado di SS-Obersturmführer (Tenente) è stato il secondo e ultimo comandante del Campo di concentramento di Kraków-Płaszów dal settembre 1944 al gennaio 1945 sostituendo Amon Göth.

## Biografia
Büscher divenne membro delle SS nel 1931. Prima dello scoppio della Seconda guerra mondiale lavorò in diversi campi di concentramento inclusi quelli di Flossenbürg, Buchenwald, Sachsenhausen e Neuengamme.
Succedette ad Amon Göth come comandante del Campo di concentramento di Kraków-Płaszów dopo che quest'ultimo era stato arrestato il 13 settembre 1944. Büscher resistette alle pressioni di Oskar Schindler per includere 300 donne ebree nella sua lista di operai per la sua fabbrica ad Brněnec, facendo sostituire queste 300 operaie con altri operai provenienti da Auschwitz. Inoltre per dispetto verso Schindler richiese al comandante di Auschwitz I Richard Baer che altre 300 differenti operaie venissero inviate alla fabbrica di Schindler. Ciò nonostante Schindler riuscì a pagare Baer e a farsi inviare le 300 donne ebree originarie.
il 23 gennaio 1948, Büscher fu condannato a morte da un tribunale polacco per i suoi crimini a Płaszów. Fu giustiziato mediante impiccagione il 2 agosto 1949.